# Lachnocaulon anceps
Lachnocaulon anceps là một loài thực vật có hoa trong họ Eriocaulaceae. Loài này được (Walter) Morong mô tả khoa học đầu tiên năm 1891.